# Giorgia Bronzini
Giorgia Bronzini (Piacenza, 3 augustus 1983) is een Italiaans voormalig wielrenster. Ze werd drie keer wereldkampioene. In 2009 werd ze op de baan wereldkampioene op het onderdeel puntenkoers. Zowel in 2010 als in 2011 werd ze wereldkampioene op de weg; beide keren versloeg ze Marianne Vos in de sprint.
Bronzini kwam ook uit voor Italië bij de wegwedstrijd tijdens de Olympische Spelen in Londen in 2012. Ze finishte hier als vijfde. Vier jaar later, tijdens de Olympische Zomerspelen 2016 in Rio de Janeiro werd ze 42e in de wegwedstrijd; haar landgenote Elisa Longo Borghini won de bronzen medaille.
Door haar sprintkwaliteiten won Bronzini meer dan 70 etappes, waaronder in de Giro Rosa (7), de Route de France (10), de Ronde van Toscane (13), de Trophée d'Or (9), de Tour de l'Ardèche (6), de Ronde van Qatar (3) en de Holland Ladies Tour. Ook won ze wereldbekerwedstrijden als de Ronde van Drenthe en de Ronde van Chongming. Op de baan was ze vooral succesvol in de puntenkoers, waarin ze Italiaans en wereldkampioene werd.
Bronzini reed bij verschillende Italiaanse ploegen, zoals Top Girls Fassa Bortolo, Chirio-Forno d'Asolo en Safi-Pasta Zara. Ze reed vanaf de oprichting in 2013 vijf seizoenen bij de Britse ploeg Wiggle Honda. In 2015 kondigde ze haar afscheid aan na het WK op de weg in Doha, Qatar. Ze kon door ziekte niet van start gaan op dit WK. Ook stelde ze haar reeds aangekondigde afscheid nog even uit door een jaar bij te tekenen bij Wiggle. Ook na 2017 hing ze haar fiets nog niet aan de wilgen; op zoek naar vernieuwde motivatie verkaste ze in 2018 naar een nieuwe ploeg. Dit zou definitief haar laatste jaar als renster zijn. In 2018 sloot ze haar carrière af bij de Amerikaanse ploeg Cylance Pro Cycling. In december volgde ze de cursus voor ploegleiders, waarna ze samen met Ina-Yoko Teutenberg ploegleider werd van de nieuwe ploeg Trek-Segafredo, waar ze herenigd werd met haar landgenote Elisa Longo Borghini. Na drie jaar maakte ze per 2022 de overstap naar Liv Racing.

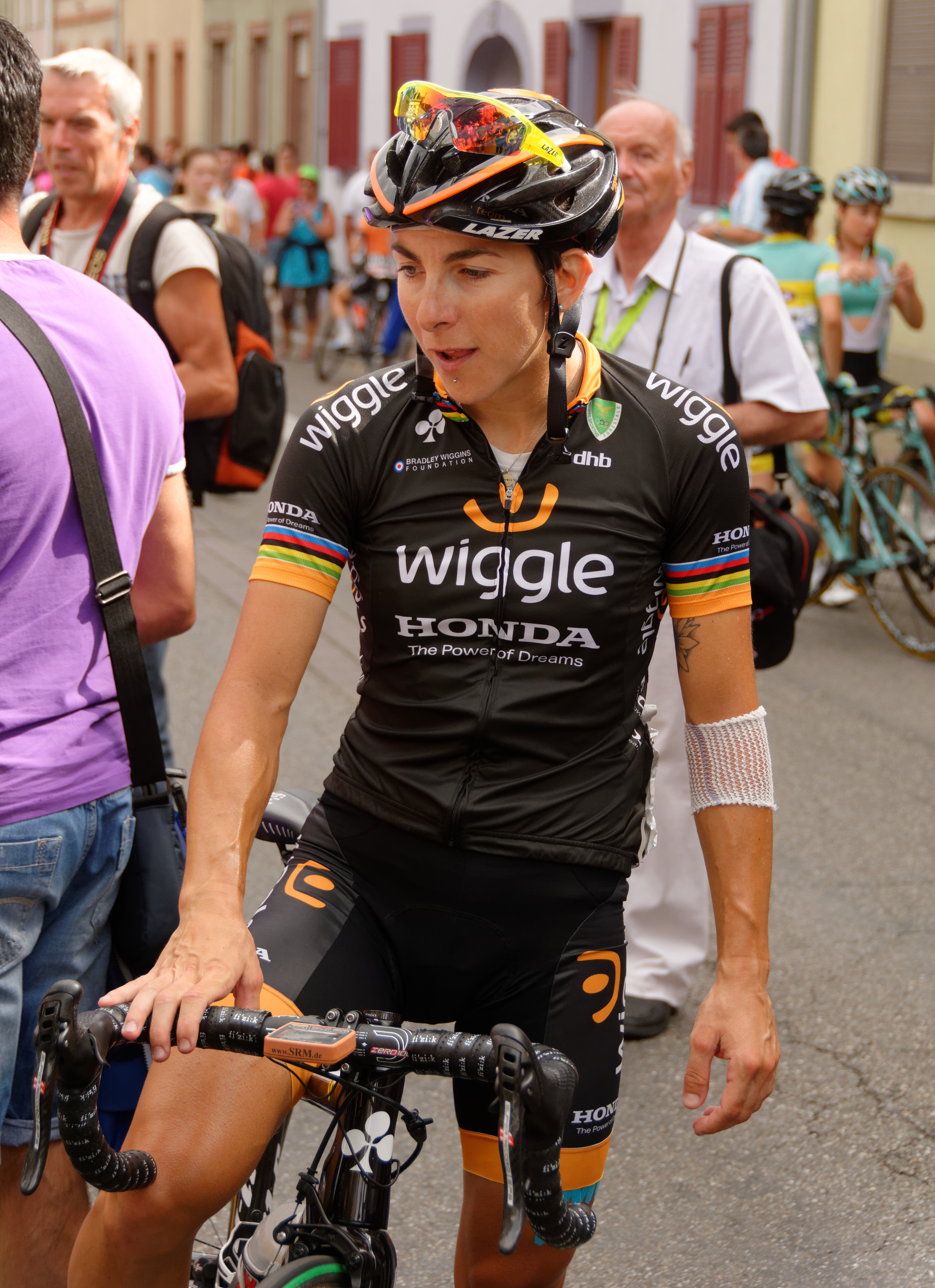
Het groene logo van G.S. Forestale

Giorgia Bronzini behoorde tot de sportselectie Gruppo Sportivo Forestale.

## Palmares

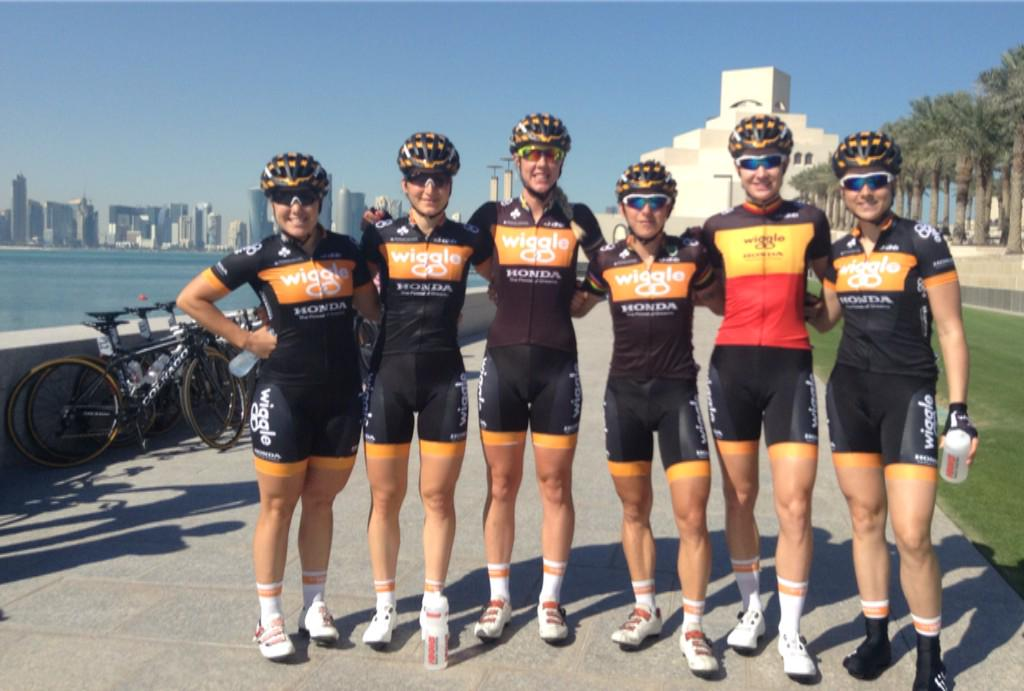
Bronzini bij Wiggle Honda in 2015

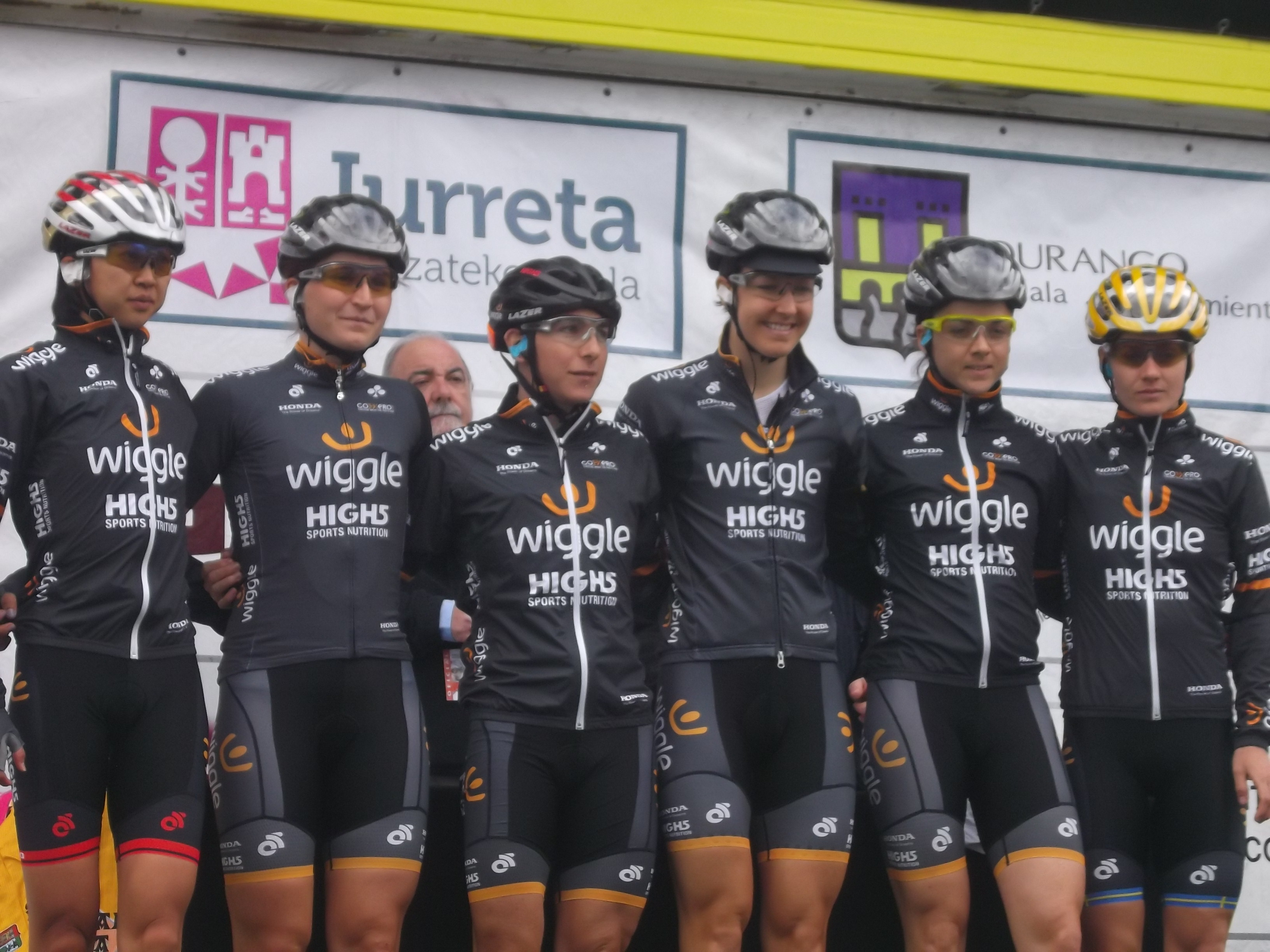
Bronzini bij Wiggle High5 in 2016

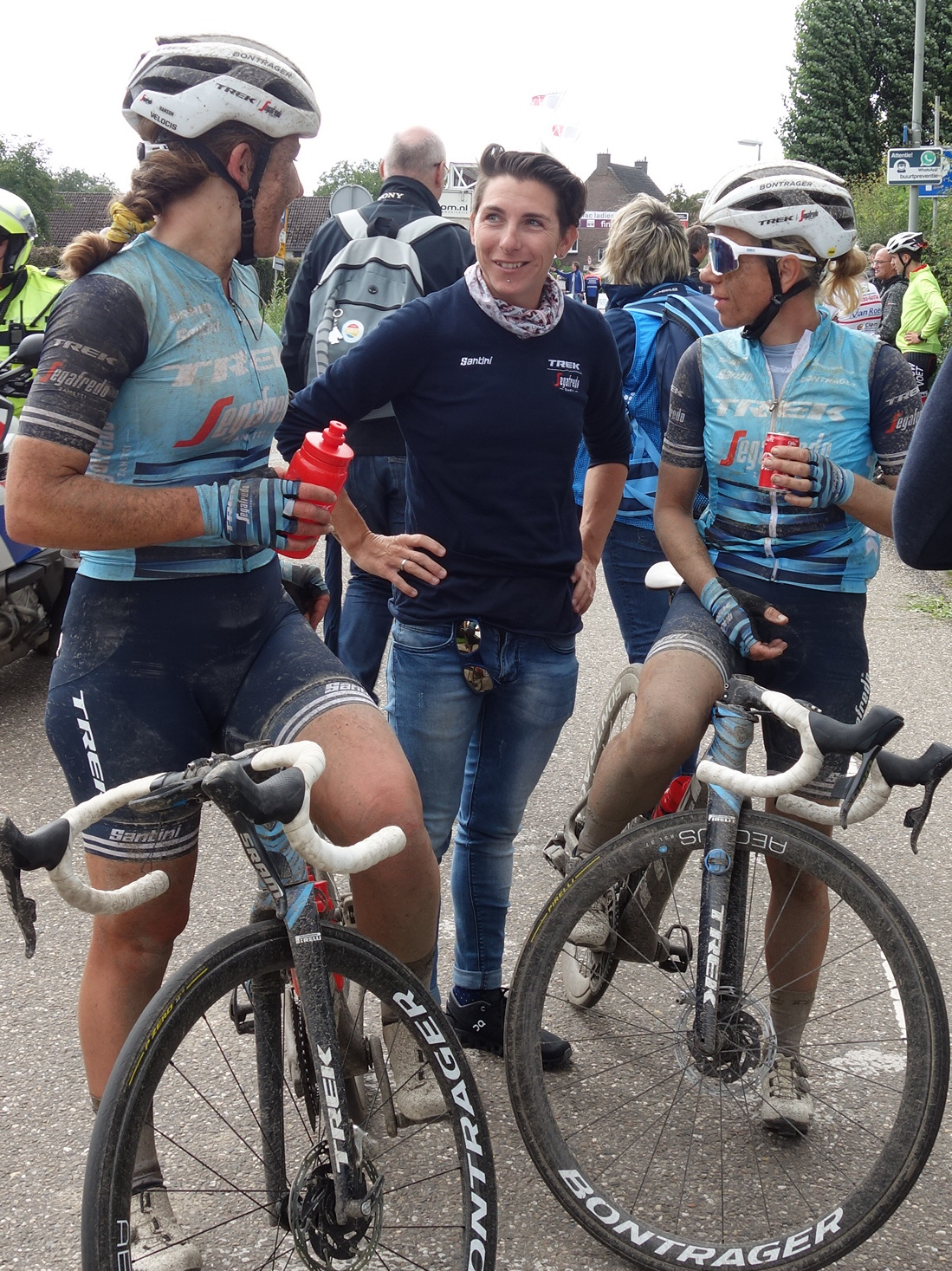
Giorgia Bronzini als ploegleider in 2021

### Wegwielrennen
2003
1e, 4e en 6e etappe Ronde van Toscane
2004
1e etappe Ronde van Drenthe
1e, 2e en 4e etappe Ronde van Polen
6e etappe Holland Ladies Tour
2005
Rund um die Nürnberger Altstadt (Wereldbeker)
Ronde van Friuli
Puntenklassement Ronde van Italië
3e, 6e en 9e etappe Ronde van Italië
1e en 3e etappe Ronde van Trentino
Puntenklassement Ronde van Toscane
Etappe 4A en 6 Ronde van Toscane
Ronde van het Maggioremeer
2006
2e etappe A Trophée d'Or
2e etappe B Ronde van Toscane
Puntenklassement Holland Ladies Tour
2007
GP Liberazione
Damesronde van Drenthe
Grote Prijs van Dottenijs
Punten- en sprintklassement Ronde van Prince Edward Island
3e en 5e etappe Ronde van Prince Edward Island
1e etappe Ronde van Italië
4e etappe A Ronde van Toscane
Puntenklassement Trophée d'Or
3e en 6e etappe Trophée d'Or
2008
Kampioenschap van Zürich
1e, 2e, 3e en 4e etappe Trophée d'Or
7e etappe La Route de France
2e en 3e etappe Ronde van Polen
2009
2e etappe Ronde van Toscane
1e, 3e en 4e etappe Ronde van Prince Edward Island
GP Carnevale d'Europa
GP Liberazione
1e en 3e etappe Ronde van Qatar
2010
 Wereldkampioene op de weg, Elite
Puntenklassement Ronde van Qatar
2e etappe Ronde van Qatar
GP Carnevale d'Europa
2e en 6e etappe Ronde van Toscane
2011
 Wereldkampioene op de weg, Elite
Liberty Classic
GP Liberazione
GP de Gatineau
2e, 3e en 6e etappe Nature Valley Grand Prix
2012
4e, 5e en 6e etappe Trophée d'Or
1e en 4e etappe Ronde van Toscane
2013
Classica Cita di Padova
Knokke-Heist - Bredene
2e etappe Ronde van Italië
1e, 2e, 3e, 4e, 5e en 6e etappe La Route de France
1e etappe Ronde van Toscane
1e etappe Festival Luxembourgeois
2e etappe Ronde van Chongming
Eindklassement Tour of Zhoushan Island
1e etappe Tour of Zhoushan Island
Puntenklassement Tour de l'Ardèche
1e, 3e en 6e etappe Tour de l'Ardèche
2014
Grand Prix de Dottignies
3e etappe Ronde van Chongming
3e etappe Tour of Zhoushan Island
3e etappe La Route de France
Puntenklassement Tour de l'Ardèche
1e, 4e en 6e etappe Tour de l'Ardèche
Bay Cycling Classic
2015
Ronde van Chongming (Wereldbeker)
2e en 6e etappe La Route de France
Acht van Westerveld
2016
Grand Prix de Dottignies
3e etappe Emakumeen Bira
1e en 8e etappe Giro Rosa
2017
4e etappe Ronde van Californië
2018
1e etappe Ronde van Chongming

#### Etappezeges en WK's
Giorgia Bronzini boekte ruim 70 etappezeges, behaalde verschillende keren de top tien in de UCI-ranking en in de wereldbeker (vanaf 2016 World Tour) en stond drie keer op het WK-podium, waarvan twee keer als winnares.
| Ronde                  | 03  | 04  | 05  | 06  | 07    | 08  | 09  | 10   | 11   | 12  | 13  | 14  | 15  | 16  | 17 | Totaal |
| ---------------------- | --- | --- | --- | --- | ----- | --- | --- | ---- | ---- | --- | --- | --- | --- | --- | -- | ------ |
| Giro Donne             |     |     | 3   |     | 1     |     |     |      |      |     | 1   |     |     | 2   |    | 7      |
| Trophée d'Or           |     |     |     | 1   | 1     | 4   |     |      |      | 3   |     |     |     |     |    | 9      |
| Route de France        |     |     |     |     |       | 1   |     |      |      |     | 6   | 1   | 2   |     |    | 10     |
| Tour de l'Ardèche      |     |     |     |     |       |     |     |      |      |     | 3   | 3   |     |     |    | 6      |
| Giro della Toscana     | 3   |     | 2   | 1   | 1     |     | 1   | 2    |      | 2   | 1   |     |     |     |    | 13     |
| UCI-ranking            | 60ª | 31ª | 10ª | 22ª | 5ª    | 18ª | 18ª | 8ª   | 6ª   | 11ª | 4ª  | 6ª  | 21ª | 51ª |    |        |
| World Cup / World Tour | -   | 26ª | 5ª  | 9ª  | 30ª   | -   | -   | 16ª  | 23ª  | 23ª | 9ª  | 10ª | 8ª  | 28ª |    |        |
| WK op de weg           | -   | -   | 6ª  | 16ª | Brons | 14ª | dnf | Goud | Goud | 22ª | 26ª | 4ª  | 27ª | -   |    |        |

### Piste
| Jaar | IK                         | EK                            | WK          | Overige                                                               |
| ---- | -------------------------- | ----------------------------- | ----------- | --------------------------------------------------------------------- |
| 2002 |                            | puntenkoers U23               |             |                                                                       |
| 2003 | puntenkoers                | puntenkoers U23 · scratch U23 |             |                                                                       |
| 2004 |                            |                               |             |                                                                       |
| 2005 |                            | puntenkoers U23               |             |                                                                       |
| 2006 |                            |                               |             | WB L.A.: puntenkoers, WB Moskou: puntenkoers                          |
| 2007 |                            |                               |             | WB Sydney: puntenkoers                                                |
| 2008 | puntenkoers                |                               |             | WB Cali puntenkoers                                                   |
| 2009 | puntenkoers, scratch       |                               | puntenkoers | WB Melbourne: puntenkoers, WB Cali: puntenkoers Gran Caracol de Pista |
| 2010 | puntenkoers, scratch       |                               |             | WB Cali puntenkoers                                                   |
| 2011 | scratch, puntenkoers       |                               | puntenkoers | Tre Sere del Garda                                                    |
| 2012 | puntenkoers                |                               |             |                                                                       |
| 2013 | keirin, sprint, teamsprint |                               | puntenkoers | Trofeo Agrifood Abruzzo: omnium                                       |
| 2014 |                            |                               |             | Gent: scratsh                                                         |

Barker · Bartelloni · Becker · Bronzini · Collins · Gilmore · Hagiwara · King · Kitchen · Roberts · Rowsell · Schnitzmeier · Trott · Villumsen
Barker · Bartelloni · Becker · Bertine · Bronzini · Collins · Fahlin · Gilmore · Hagiwara · King · Mullens · Roberts · Rowsell · Sanchis · Schnitzmeier · Trott · Villumsen
Abbott · Baker · Bronzini · Christian · Cordon · D'Hoore · Edmondson · Fahlin · Hagiwara · Hosking · King · Longo Borghini · Mullens · Roberts · Roe · Sanchis · Wiasak
Abbott · Bronzini · Christian · Cordon · D'Hoore · Edmondson · Garner · Hagiwara · Hosking · Johansson · King · Longo Borghini · Pieters · Roberts · Sanchis
Bronzini · Cordon · Cure · D'Hoore · Edmondson · Fahlin · G. Garner · L. Garner · Hagiwara · Johansson · Leth · Lichtenberg · Longo Borghini · Roberts · Sanchis
Breck · Bronzini · Doebel-Hickok · Erić · Gutiérrez · Keough · Ratto · Shapira · Stephens · Tagliaferro